# Premio Magritte per il miglior regista

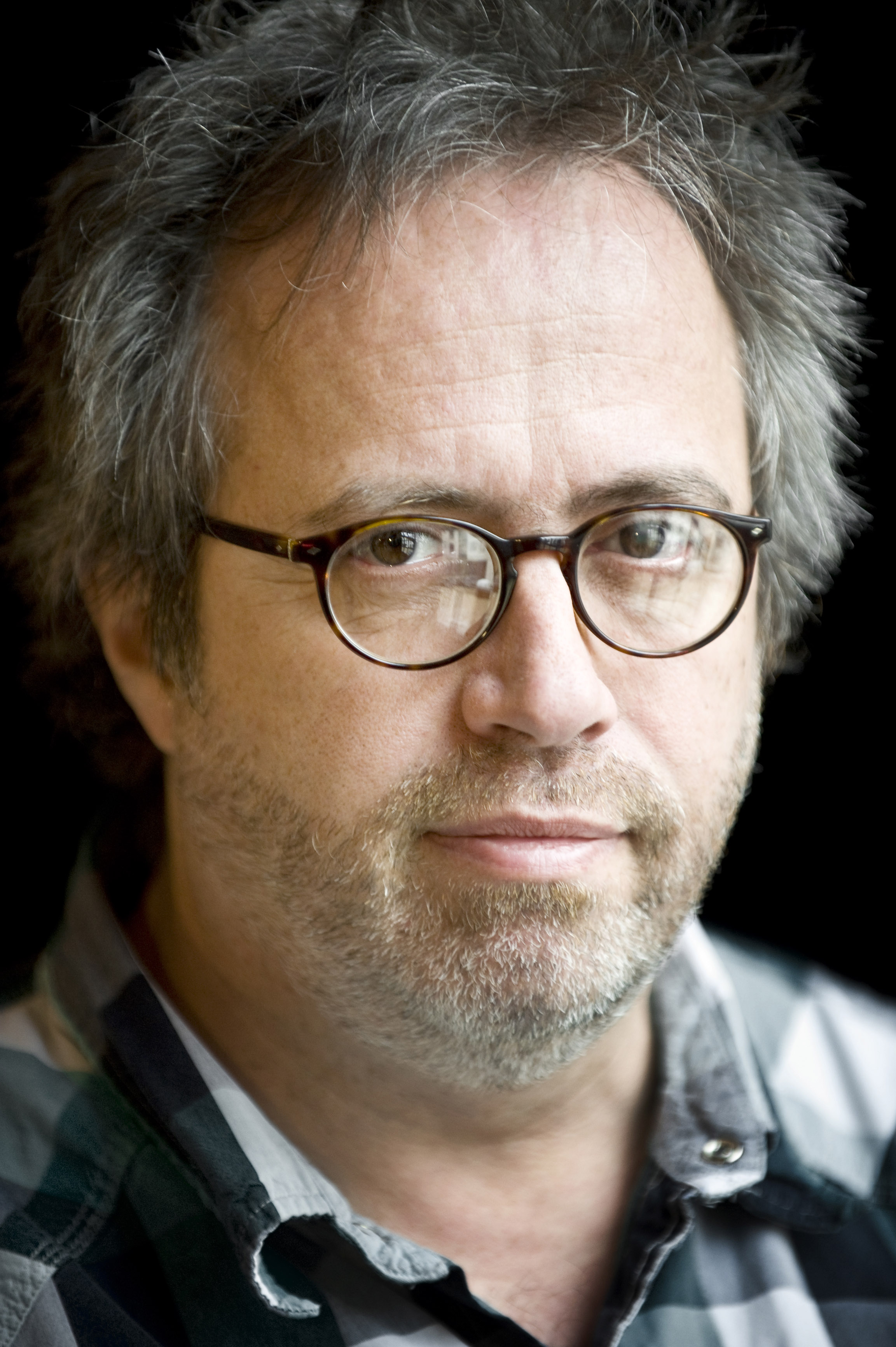
Jaco Van Dormael è stato il primo regista a conquistare il premio

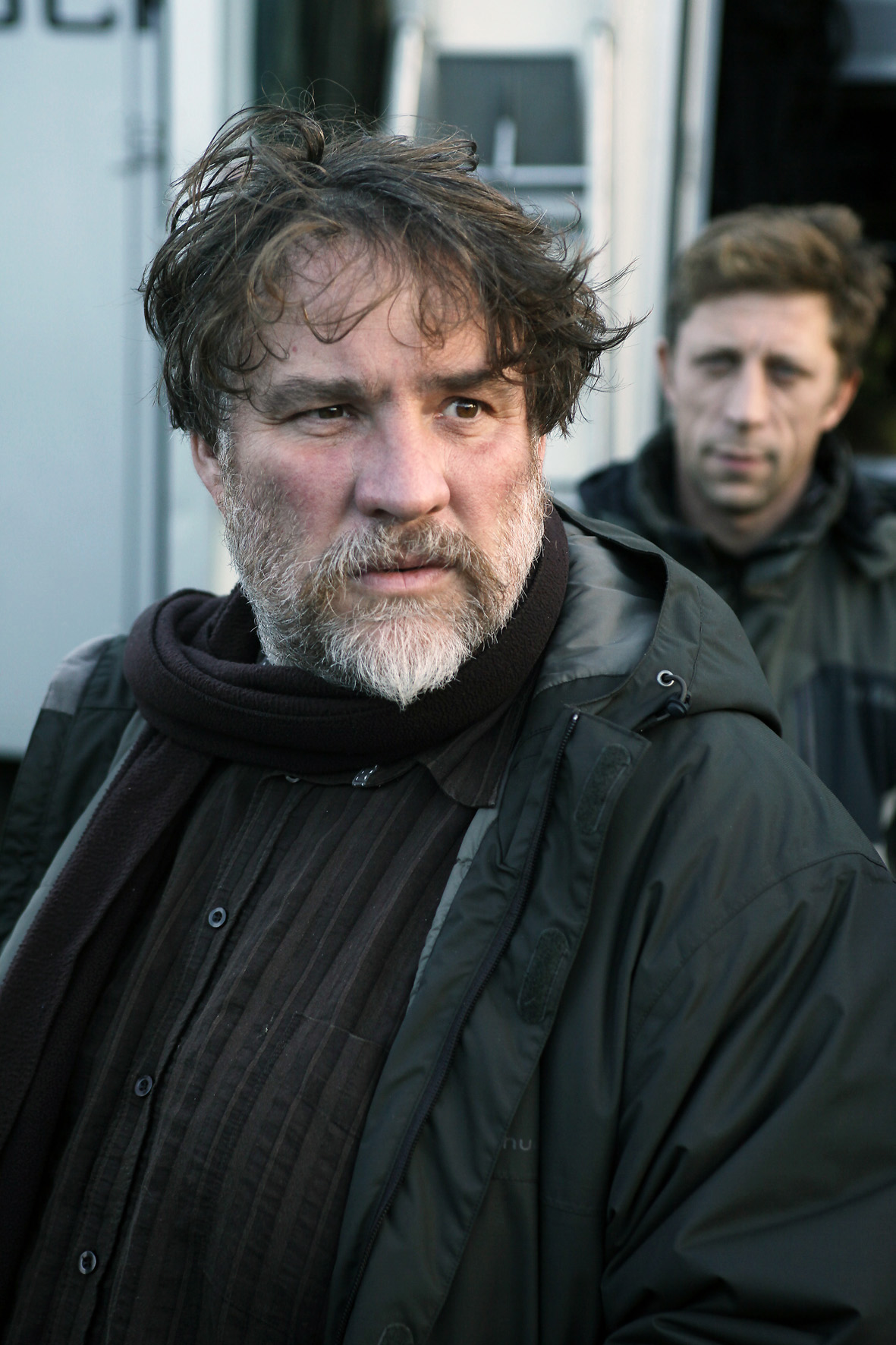
Bouli Lanners detiene il record di vittorie del premio assegnatogli tre volte

Il Premio Magritte per il miglior regista (Magritte du meilleur réalisateur) è un premio cinematografico assegnato annualmente dall'Académie André Delvaux ad uno dei registi dei film belgi francofoni candidati nella relativa categoria.

## Vincitori e candidati
I vincitori sono indicati in grassetto, a seguire gli altri candidati.

### Anni 2010-2019
- 2011: Jaco Van Dormael - Mr. Nobody
  - Joachim Lafosse - Élève Libre - Lezioni private (Élève Libre)
  - Olivier Masset-Depasse - Illégal
  - Nabil Ben Yadir - Les Barons
- 2012: Bouli Lanners - Un'estate da giganti (Les Géants)
  - Dominique Abel, Fiona Gordon e Bruno Romy - La Fée
  - Jean-Pierre e Luc Dardenne - Il ragazzo con la bicicletta (Le Gamin au vélo)
  - Sam Garbarski - Quartier lointain
- 2013: Joachim Lafosse per À perdre la raison
  - Lucas Belvaux per 38 testimoni (38 témoins)
  - Patrick Ridremont per Dead Man Talking
  - François Pirot per Mobile Home
- 2014: Stéphane Aubier, Vincent Patar e Benjamin Renner - Ernest & Celestine (Ernest et Celestine)
  - Vincent Lannoo - In nome del figlio (Au nom du fils)
  - Frédéric Fonteyne - Tango Libre
  - Sam Garbarski - Vijay - Il mio amico indiano (Vijay and I)
- 2015: Jean-Pierre e Luc Dardenne - Due giorni, una notte (Deux jours, une nuit)
  - Yolande Moreau - Henri
  - Nabil Ben Yadir - La Marche
  - Lucas Belvaux - Sarà il mio tipo? (Pas son genre)
- 2016: Jaco Van Dormael - Dio esiste e vive a Bruxelles (Le Tout Nouveau Testament)
  - Savina Dellicour - All Cats Are Grey (Tous les chats sont gris)
  - Fabrice Du Welz - The Lonely Hearts Killers (Alleluia)
  - Bernard Bellefroid - Melody
- 2017: Bouli Lanners - Les Premiers, les Derniers
  - Xavier Seron - Je me tue à le dire
  - Joachim Lafosse - Dopo l'amore(L'Économie du couple)
  - Valéry Rosier - Parasol
- 2018: Philippe Van Leeuw - Insyriated
  - Lucas Belvaux - A casa nostra (Chez nous)
  - Nabil Ben Yadir - Blind Spot (Dode Hoek)
  - Stephan Streker - Un matrimonio (Noces)
- 2019: Guillaume Senez - Le nostre battaglie (Nos batailles)
  - Olivier Meys - Bitter Flowers
  - Hélène Cattet e Bruno Forzani - Laissez bronzer les cadavres
  - Jean-François Hensgens e François Troukens - Tueurs

### Anni 2020-2029
- 2020: Olivier Masset-Depasse - Doppio sospetto (Duelles)
  - Jean-Pierre e Luc Dardenne - L'età giovane (Le Jeune Ahmed)
  - Laurent Micheli - Lola (Lola vers la mer)
  - César Díaz - Nuestras madres
- 2021: sospeso a causa della Pandemia di COVID-19 in Belgio
- 2022: Laura Wandel - Il patto del silenzio - Playground (Un monde)
  - Fabrice Du Welz - Adorazione (Adoration)
  - Joachim Lafosse - Les Intranquilles
  - Ann Sirot e Raphaël Balboni - La folle vita (Une vie démente)
- 2023: Bouli Lanners - Nessuno deve sapere (Nobody Has to Know)
  - Nabil Ben Yadir - Animals
  - Emmanuel Marre e Julie Lecoustre - Generazione Low Cost (Rien à foutre)
  - Jean-Pierre e Luc Dardenne - Tori e Lokita (Tori et Lokita)
- 2024: Emmanuelle Nicot - L'amore secondo Dalva (Dalva)
  - Baloji - Augure - Ritorno alle origini (Augure)
  - Zeno Graton - Le Paradis
  - Ann Sirot e Raphaël Balboni - La sindrome degli amori passati (Le Syndrome des amours passées)
- 2025: Michiel Blanchart - La nuit se traîne
  - Jawad Rhalib - Amal (Amal - Un esprit libre)
  - Paloma Sermon-Daï - Il pleut dans la maison
  - Delphine Girard - Quitter la nuit